# Leptoteleutias exilis
Leptoteleutias exilis är en insektsart som beskrevs av Max Beier 1962. Leptoteleutias exilis ingår i släktet Leptoteleutias och familjen vårtbitare. Inga underarter finns listade i Catalogue of Life.